# Ошанин, Лев Иванович
Лев Ива́нович Оша́нин (17 [30] мая 1912, Рыбинск, Ярославская губерния — 30 декабря 1996[…] или 31 декабря 1996, Москва) — советский поэт-песенник. Автор более 70 поэтических сборников, стихотворных повестей и пьес, лауреат Сталинской премии первой степени (1950), а также лауреат Всемирных фестивалей молодёжи и студентов.

## Биография
Лев Ошанин родился 17 (30) мая 1912 год в Рыбинске (ныне Ярославской области) в дворянской семье.
Дед, Александр Михайлович, действительный статский советник; родился в 1830 году в старинной дворянской семье, в родовом имении, в Ростовском уезде, образование получил в 1-й СПб гимназии. Начал службу в Прусском полку в качестве юнкера. Вышел в отставку в чине подпоручика и занял должность мирового посредника в Ростовском уезде. Состоял членом крестьянского присутствия. Был председателем Ростовской уездной земской управы и одновременно уездным предводителем дворянства. Имел много орденов вплоть до Белого Орла. Скончался в 1900 году.
Отец, Иван Александрович (1865—1915), — статский советник, образование получил в СПб кадетском корпусе и в Александровском военном училище, по окончании служил в 35-й артиллерийской бригаде. Выйдя в отставку, занял должность земского начальника. Много вложил средств и труда в создание начальных школ, народных библиотек и пожарных дружин. Был награждён орденами Станислава 1 ст., Анны 3 ст., медалью в память царствования Александра III. Работал частным поверенным городского суда.
Мать, Мария Николаевна, урождённая Дружинина (1869—1950) — музыкальный педагог. Окончила Ярославскую гимназию с золотой медалью. Основала в селе Мышкино (ныне — город Мышкин) воскресную школу, которой и заведовала. Состояла членом ряда просветительных и благотворительных учреждений.

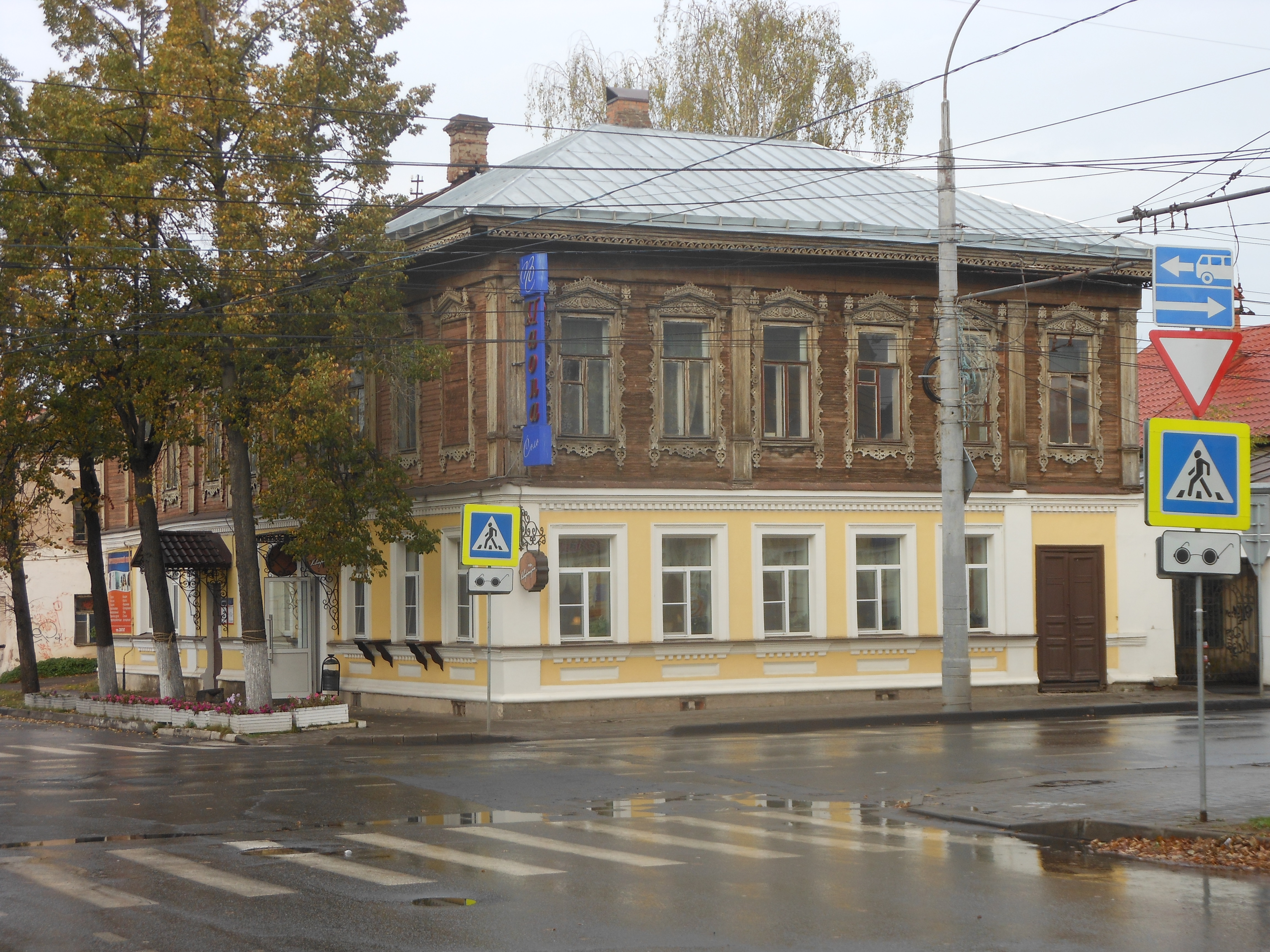
Сохранившийся двухэтажный городской особняк на Крестовой улице в Рыбинске, XIX век. В подобном доме жили Ошанины.

В семье родились 10 детей: семь сыновей, три дочери. Две девочки — Галя и Саша — скончались младенцами, выжила одна сестра — Вера. Братья: Александр, Николай, Михаил, Алексей, Владимир, Иван. Будущий поэт стал последним ребёнком в семье.
Жили в собственном двухэтажном доме на Крестовой улице, а после его продажи снимали квартиру в доме № 4 на Мологской улице (ныне ул. Чкалова).
Льву Ошанину было три года, когда отец скончался. Мать, чтобы заработать на жизнь, была вынуждена устраивать благотворительные концерты. После 1917 года семья переехала в Ростов Великий, мать возглавляла там первый детсад.

С 1922 года Ошанины жили в Москве. Поэт пишет в воспоминаниях: 
В 1922 году мы с мамой и Верой переехали в Москву, где мама работала в детсаду и спала там же за печкой. Меня отдали в детдом. Лишь через год мать назначили заведующей, дали ей комнату, она забрала меня к себе. 
После окончания восьми классов Ошанин работал токарем на чугунолитейном заводе, а затем экскурсоводом на выставке, впоследствии ставшей ВДНХ. Посещал рабочий литературный кружок «Закал», при поддержке которого издал свою первую книгу — повесть «Этажи» о школьных годах. Был принят в Российскую ассоциацию пролетарских писателей (РАПП). Стал публиковать стихи в «Комсомольской правде», «Огоньке», «Молодой гвардии». В 1920-е годы Ошанин был знаком с Владимиром Маяковским, по собственному признанию, жадно впитывал впечатления от его поэзии, вместе проводили досуг, играли в волейбол, однажды в ходе игры Лев сильной подачей разбил мячом часы пролетарского поэта, о чём сам со смехом вспоминал в преклонном возрасте.
После появления слухов о том, что под биографию Ошанина из-за его непролетарского происхождения «копают», друзья посоветовали ему уехать из Москвы. В 1932—1935 годах находился в тундре на строительстве города Хибиногорска: работал на Хибиногорской апатитовой фабрике, затем директором клуба горняков, а после разъездным корреспондентом газеты «Кировский рабочий». Однако после доноса Ошанин был изгнан из комсомола и уволен из газеты.
Ошанин вернулся в Москву, где в 1936 году поступил в Литературный институт имени А. М. Горького. Женился на литераторе Елене Успенской — внучке писателя Глеба Успенского, родились дочь Татьяна и сын Сергей. Учёбу пришлось бросить.
Из-за плохого зрения Ошанин не был призван в армию и даже после начала Великой Отечественной войны не смог стать военным корреспондентом. Вместе с семьёй Ошанин оказался в эвакуации в Казани, его супруга работала в эвакуированной туда же газете «Пионерская правда», но сам поэт устроиться по литературной специальности не смог. Затем семья оказалась в Елабуге. Там поэт Борис Пастернак посоветовал ему вступить в Союз советских писателей, с членским билетом которого можно было попасть на фронт даже с плохим здоровьем. Ошанин, заручившись рекомендацией Пастернака, так и сделал. Он стал ездить в командировки на передовую от Политуправления Красной Армии, сотрудничать в военных газетах, выступать перед бойцами. В 1944 году вступил в ВКП(б). В день начала войны, 22 июня 1941 года, из репродукторов на сборных пунктах звучала песня на написанное Ошаниным ранее стихотворение «В бой за Родину», а после Победы И. О. Дунаевским на музыку были положены и стали песней его стихи последнего периода войны «Ехал я из Берлина». Осенью 1945 года на стихи Ошанина была написана Анатолием Новиковым знаменитая песня «Дороги», после чего поэт получил прочное официальное признание.
Член правлений СП РСФСР в 1958—1990 годах и СП СССР с 1976 года.
До последнего года жизни вёл в Литературном институте им. А. М. Горького семинар для молодых поэтов. Наиболее известными поэтами из его студентов стали Анатолий Приставкин, Вадим Степанцов, Сергей Соколкин.
После войны Лев Ошанин жил в писательском посёлке Переделкино и в квартире на Площади Победы близ Кутузовского проспекта и Поклонной горы. Активно боролся за сохранение первоначального облика Поклонной горы, на которую выходило окно его кабинета.
Почётный гражданин Рыбинска (1984). Часто приезжал в Рыбинск и Ярославль. Много лет выступал на Некрасовском празднике поэзии в Карабихе. 
Умер 30 декабря 1996 года в Москве. Похоронен на Ваганьковском кладбище (24 уч.) в Москве.

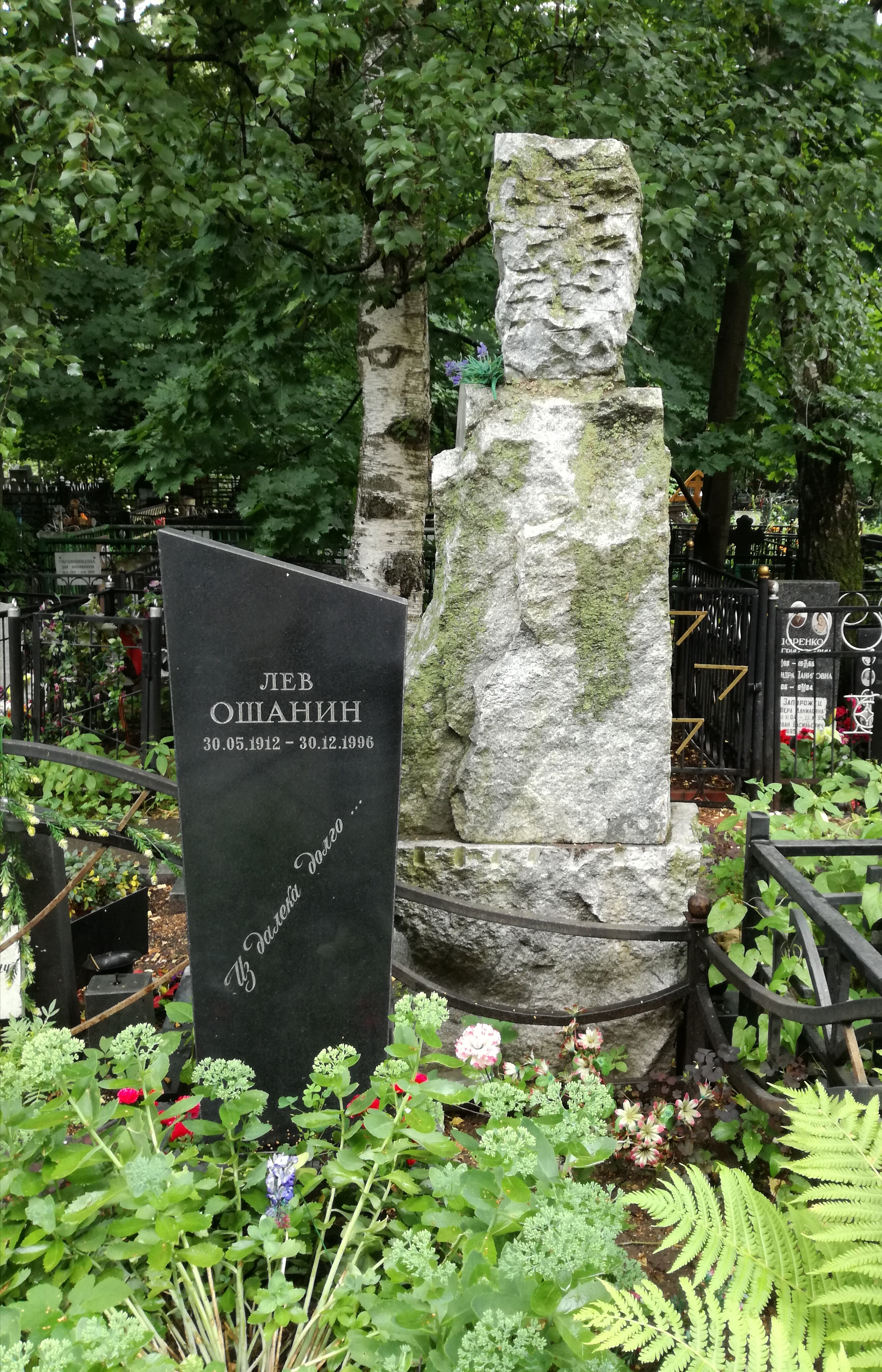
Могила Ошанина на Ваганьковском кладбище.

## Семья
Один из братьев — Владимир Ошанин (1903—1950), поэт и прозаик. В начале 1930-х годов осуждён по Кондратьевскому делу на три года ссылки. По возвращении руководил кружком молодых поэтов при газете «Пионерская правда». Участник Великой Отечественной войны, командир роты в 411-м отдельном пулемётно-артиллерийском батальоне. Умер от туберкулёза.
Жена — Елена Успенская (1916—1966), прозаик, внучка Глеба Успенского, племянница Бориса Савинкова. Покончила с собой.
Дочь Татьяна Успенская-Ошанина (род. 1937). Писательница, в настоящее время[какое?] проживает в США. Сын Сергей Ошанин (1939—1992) был научным редактором в журнале «Наука и жизнь».

## Награды
- орден Ленина (29.05.1987)
- орден Октябрьской Революции (28.05.1982)
- орден Трудового Красного Знамени (05.06.1962)
- орден «Знак Почёта» (02.07.1971)
- Сталинская премия первой степени (1950) — за цикл стихов и песен к кинофильму «Юность мира»

## Творчество
Лев Ошанин — один из наиболее популярных и официально признанных поэтов-песенников советского времени. Песня «Дороги» стала народной, огромную известность получили также «Песня о тревожной молодости» в исполнении Юрия Гуляева, «Течёт река Волга» в исполнении Владимира Трошина и Людмилы Зыкиной, цикл «А у нас во дворе есть девчонка одна» в исполнении Иосифа Кобзона и Майи Кристалинской, «Солнечный круг» («Пусть всегда будет солнце»), «Зачем меня окликнул ты?», «Ах, Наташа», «Люди в белых халатах», «Просто я работаю волшебником». Песня на стихи «Солнечный круг» (композитор — Аркадий Островский), в исполнении Тамары Миансаровой победила на песенном фестивале в Сопоте в 1963 году.
Ошанину принадлежит богатая лирика, особенно любовная, а также разнообразные по сюжету баллады. Поэзия этого жанра представляет собой небольшие, ёмкие по содержанию, легко запоминающиеся стихотворения. Критиками отмечалось, что вчитываясь в каждую из баллад, можно совершить путешествие во времени, оказаться на месте героев, пережить их судьбу, вжиться в их состояние и ход мыслей, попытаться принять верное решение. Ошанин много раз говорил, что очень любит писать баллады, при этом отмечал, что в зрелом возрасте старался избегать призывов в песнях и балладах, нередко отождествляя себя с лирическим героем и стараясь апеллировать к читателям личным примером («Меня моё сердце в тревожную даль зовёт»). Среди известных баллад Ошанина — «Баллада о двух гордецах», «Баллада о чайках», «Волжская баллада» и другие.
Ошанин автор поэмы об Александре Македонском «Вода бессмертья» (1976). Поэма представляет собой серию баллад (авторский подзаголовок — «Роман в балладах»). Ошанин, много путешествовавший и прошедший всеми дорогами Македонского, использовал несколько ярких эпизодов из жизни Александра, известных по сочинениям античных авторов, но также и апокрифические восточные легенды (например, о поисках «воды бессмертья»; мотив, важный для общего замысла поэмы, как показывает само её название). Значительное место отводит Ошанин пребыванию Александра в Согдиане, то есть на территории, входившей до 1991 г. в состав СССР. «Не все сгоревшее сгорело, не все ушедшее мертво…» — писал Ошанин в одном из авторских отступлений.
По мнению слависта Вольфганга Казака, критическое замечание Ошанина «о том, что вместо песен создавалось „много дидактических, наскоро зарифмованных лозунгов из передовой статьи районной газеты“, касается, по сути дела, его самого». При жизни Сталина Ошанин много воспевал в поэзии его образ, однако, как он сам пояснил в интервью 1992 года, личность Сталина поэт воспринимал по большей части не как человека, а как символ огромной страны, Победы в Великой Отечественной войне, атрибут государственного патриотизма. По признанию Ошанина, переосмысление сталинизма произошло у него после ХХ съезда КПСС.
В 1994 году Ошанин написал слова к песне из программы «Поле чудес», звучавшей в финальных титрах.

## Участие в травле Пастернака
Несмотря на давние дружеские отношения, Ошанин осудил и принял участие в травле писателя Бориса Пастернака, в связи с изданием в Милане в 1957 году романа «Доктор Живаго» и присуждением ему Нобелевской премии по литературе, выступив, в частности, на собрании московских писателей 31 октября 1958 года:

Мы давно знаем, что рядом с нами живёт человек, которого трудно назвать по-настоящему советским человеком. Но за талант и необычайное возвеличивание этого таланта и поднятие его на какой-то невиданный пьедестал мы возились с ним непростительно долго. <…> Пастернак, по существу, является ярчайшим примером космополита в нашей среде. У нас было много разговоров. Это настоящий законченный образец космополита <…> Если этот человек не желает жить с нашим народом, если он не хочет работать на коммунизм, не понимая того, что это единственное, что есть в мире, что может спасти человечество от того пути, на который его толкает империализм, если человек последние годы находил время возиться с боженькой, если этот человек держит всё время нож, который всё-таки всадил нам в спину, то не надо нам такого человека, такого члена ССП, не надо нам такого советского гражданина!— «Горизонт»: Общественно-политический ежемесячник. № 9 (454). М. 1988
М. Золотоносов отмечает: «Примечательно, что на собрании московских писателей Л. И. Ошанин назвал Пастернака „космополитом“, отсылая к терминологии антисемитской кампании».

## Оценки творчества
В словах песни самое главное — ударные строчки. Если они есть, значит, есть и песня. Ошанин очень искусно создаёт необходимые ударные строчки. — А. Островский

## Признание и память

Памятник Ошанину на набережной Волги в Рыбинске

С 1984 года Ошанин — почётный гражданин Рыбинска (Лев Иванович ежегодно приезжал на родину, посвятил ей несколько стихотворений, был участником ряда местных мероприятий). В 2002 году часть Сельскохозяйственной улицы в Рыбинске была переименована в улицу Ошанина. 2 августа 2003 года на набережной Волги поэту установлен памятник: возле парапета Лев Иванович с книгой в руках смотрит на реку. В 2019 году рядом с памятником были установлены звуковые колонки, из которых звучат написанные поэтом песни.
При жизни Ошанина регулярно проводились его юбилейные концерты в Колонном зале Дома союзов, где звучали лучшие песни на его стихи. Произведения Ошанина исполняли лучшие советские певцы, среди которых Людмила Зыкина, Муслим Магомаев, Юрий Гуляев, Владимир Трошин, Леонид Сметанников, Иосиф Кобзон, Майя Кристалинская, Тамара Миансарова, Валентина Толкунова, Эдуард Хиль, Эдита Пьеха, Олег Анофриев, (см. полный список песен и композиторов Архивная копия от 23 августа 2018 на Wayback Machine); при жизни и после кончины Ошанина, также и в XXI веке его песни в память о поэте включали в свой репертуар Дмитрий Хворостовский, Тамара Гвердцители, Татьяна Рузавина и Сергей Таюшев, Юлия Борисевич, Вера Струнина и другие современные исполнители.
Имя Льва Ошанина носит Детская школа искусств в городе Вязники Владимирской области.
Л. И. Ошанин является почётным гражданином Кировска.

## Сочинения
- 1939 — «В бой за Родину» (песня)[a]
- 1948 — «Всегда в пути»: Стихи и песни. М.: Молодая гвардия, 1948 (тип. «Кр. знамя»). — 160 с. с заставками.
- 1948 — «Комсомольские песни»
- 1950 — «Дети разных народов», М.
- 1951 — «Беспокойные сердца»
- 1952 — «Стихи и песни о друзьях»
- 1955 — «Ленин всегда с тобой»
- 1957 — «Стихи о любви», М.
- 1959 — «Стихи. Баллады. Песни.»
- 1959 — «Так нам сердце велело»
- 1961 — «Песня о тревожной молодости»
- 1961 — «Стихи и песни»
- 1963 — «Избранное»
- 1965 — «Баллады», М.
- 1966 — «Сто песен», М.
- 1966 — «Просто я работаю волшебником»
- 1967 — «Как создавалась песня. Статьи», М.
- 1967 — «Текстовики» или поэты" // «Вопросы литературы», № 8
- 1969 — «Это будет вот так»
- 1970 — «Шёл я сквозь вьюгу…»
- 1972 — «Островитяне», М.
- 1972 — «Мой друг Борис»
- 1973 — «Мы с одного земного шара»
- 1975 — «Земля и небо», Ярославль.
- 1976 — «Вода бессмертья. Книга новых стихов». — М.: Советский писатель. — 160 с., 50 000 экз.
- 1977 — «Издалека-долго…» — М.: Современник.
- 1978 — «Это говорим мы»
- 1980 — «Талисман Авиценны», Ташкент.
- 1982 — «Самолеты и соловьи», М.
- 1982 — «Из лирики разных лет» — М.: Правда, 1982. — 32 с. (Б-ка «Огонёк». N3)
- 1983 — «Лирика, баллады, песни»
- 1985 — Пока я дышать умею: Новая книга стихов 1982—1984. — М.: Советский писатель. — 176 с.; 100 000 экз.
- 1987 — «Баллады»
- 1987 — «Потому что мне восемнадцать»
- 1988 — «Только лирика»
- 1989 — «Верить друг другу»
- 1996 — «Вьюга смешала землю с небом»

### Собрания сочинений
- 1980—1981 — «Собрание сочинений в 3 томах», М.
- 1971 — «Избранные произведения в 2 томах», М.

### Комментарии
1. ↑  «Мы готовы к бою, товарищ Ворошилов, Мы готовы к бою, Сталин - наш отец!» Написана по поводу вторжения СССР в Польшу